# Borgone Susa
Borgone Susa – miejscowość i gmina we Włoszech, w regionie Piemont, w prowincji Turyn.
Według danych na rok 2004 gminę zamieszkiwało 2227 osób, 445,4 os./km².